# Souimanga de Gould
Aethopyga gouldiae
Espèce
Statut de conservation UICN

 LC  : Préoccupation mineure
Le Souimanga de Gould (Aethopyga gouldiae), ou plus exactement Souimanga de Mrs Gould car Nicholas Vigors, le secrétaire de la Zoological Society de Londres, lui dédia ce nom en l'honneur de l'épouse de John Gould, est une espèce de passereaux appartenant à la famille des Nectariniidae.

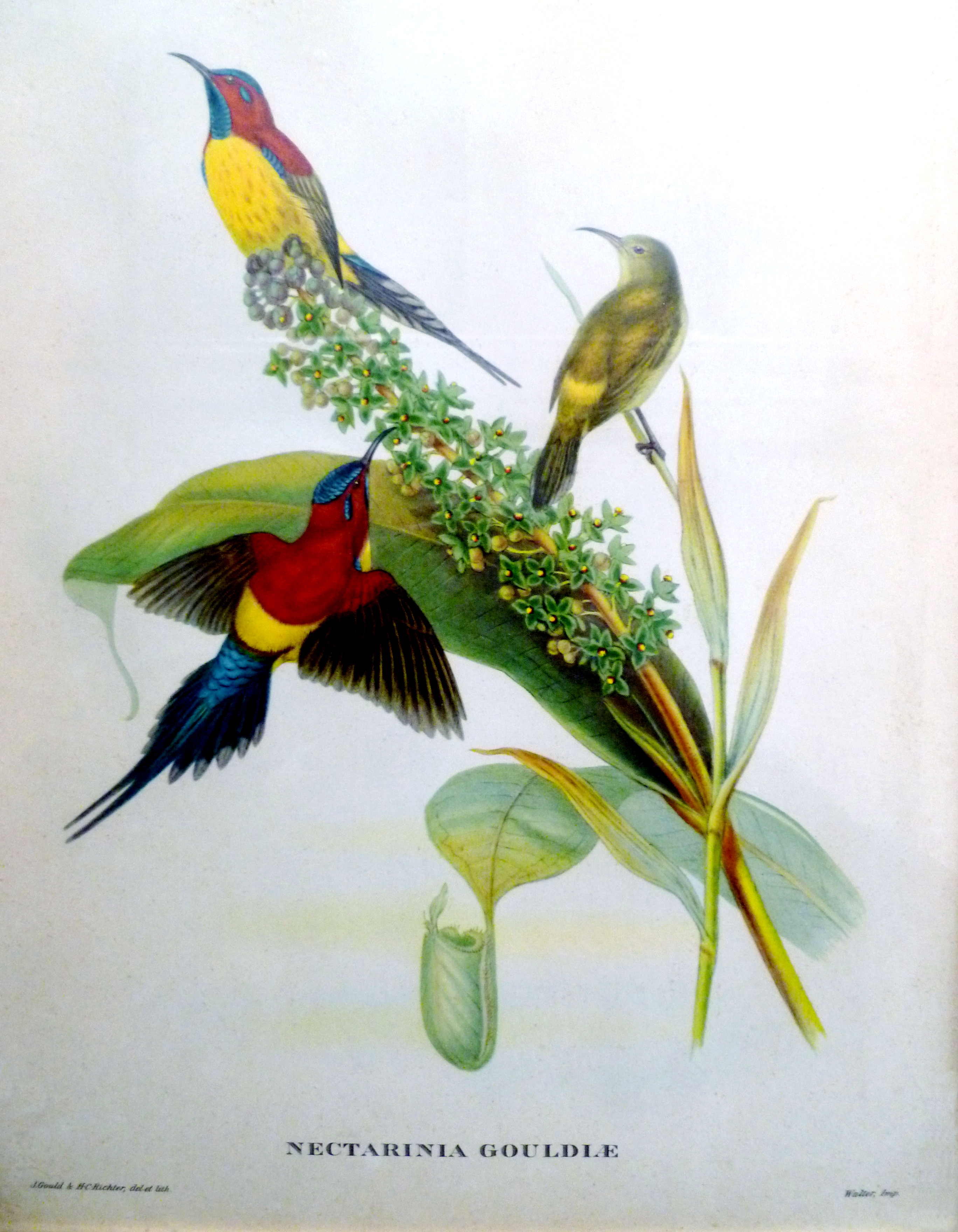
Illustration peinte par Richter.

## Description
Sa taille n'excède pas 10 cm. 
Son bec spécialisé lui permet de se nourrir du nectar des fleurs. Ses ailes courtes lui permettent d'avoir un vol très rapide et très direct.

Les mâles affichent des couleurs vives et irisées tandis que les femelles sont beaucoup plus ternes.

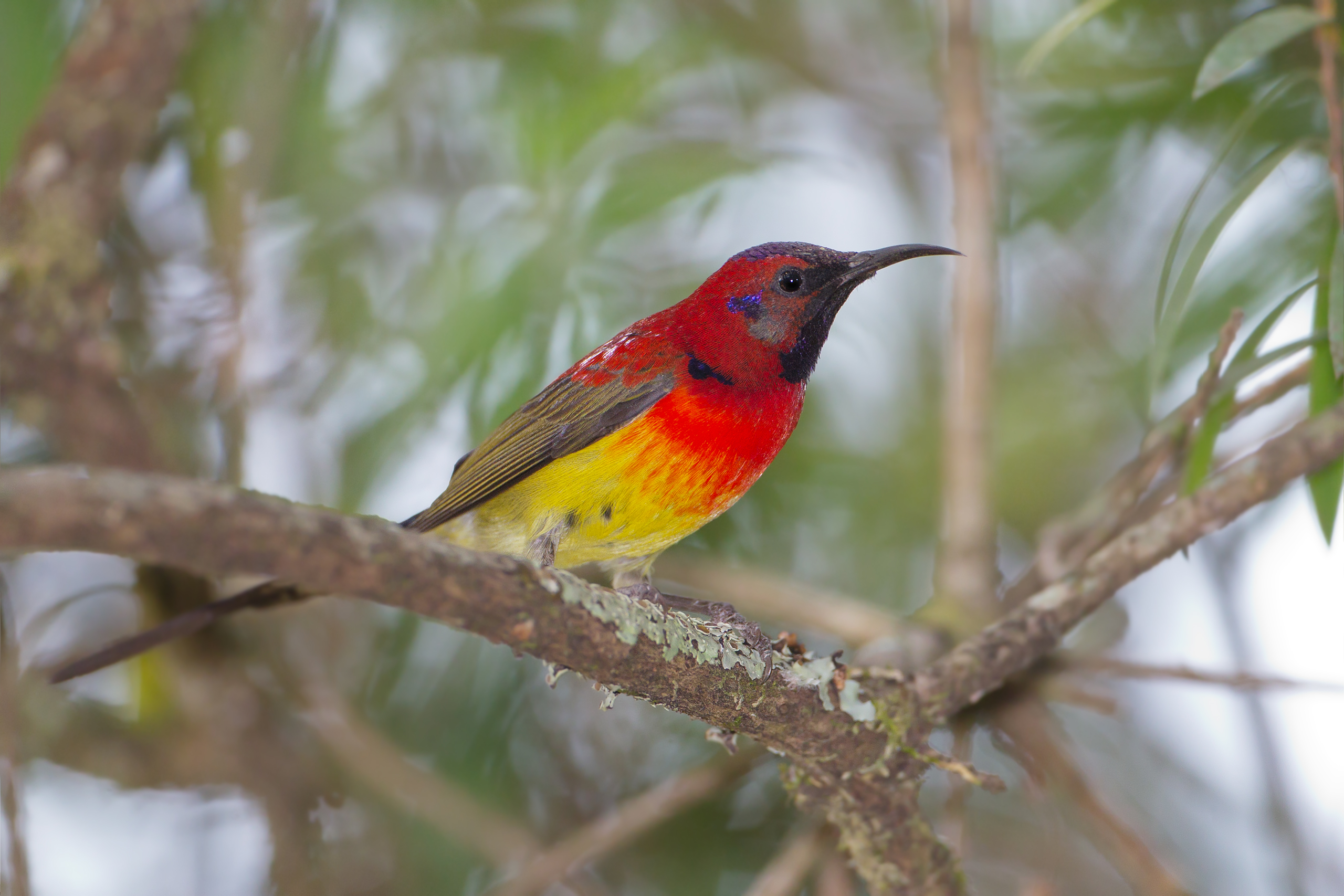
Mâle, Station agricole de Doi Ang Khang, Thaïlande
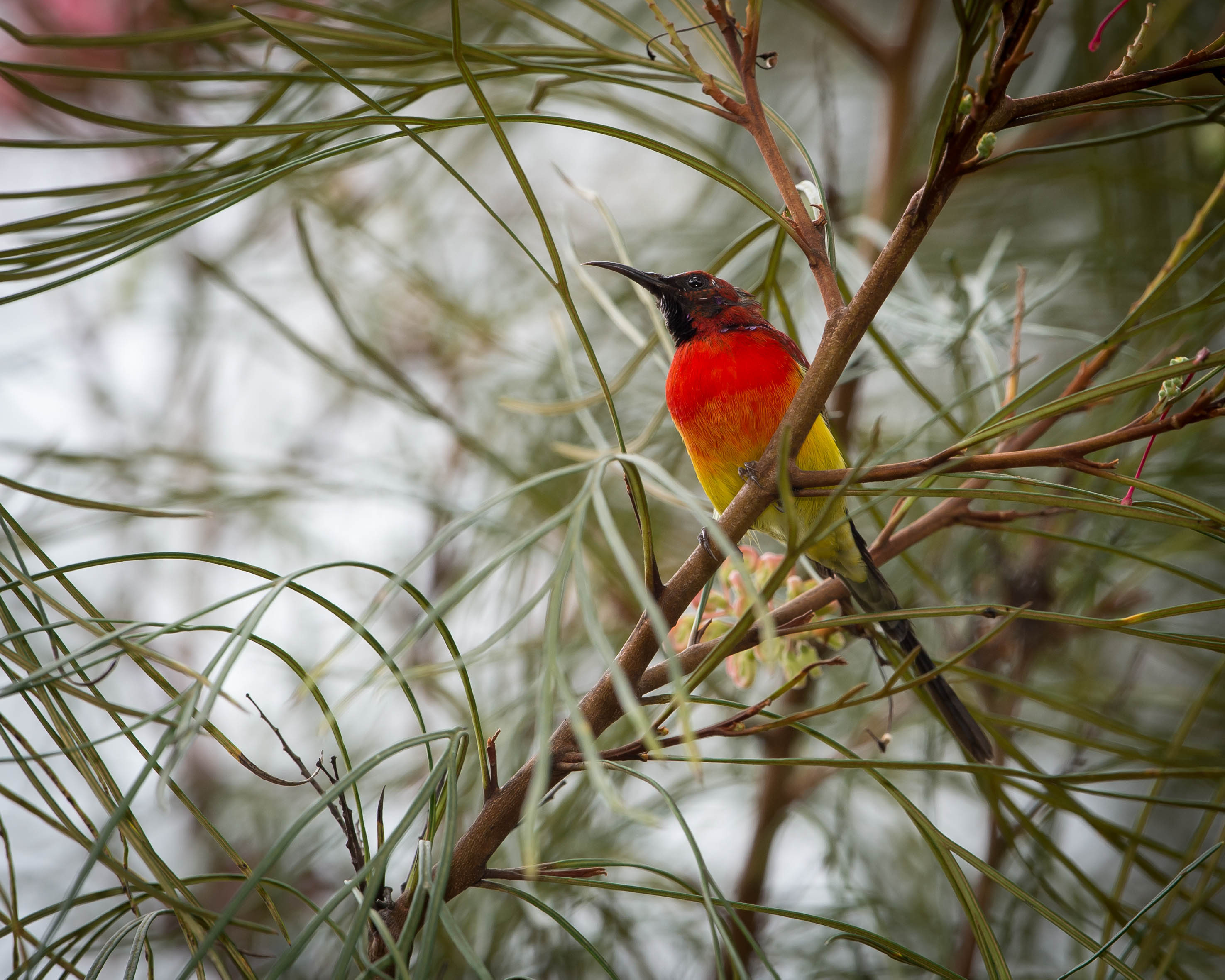
Mâle, Parc national de Doi Inthanon, Thaïlande
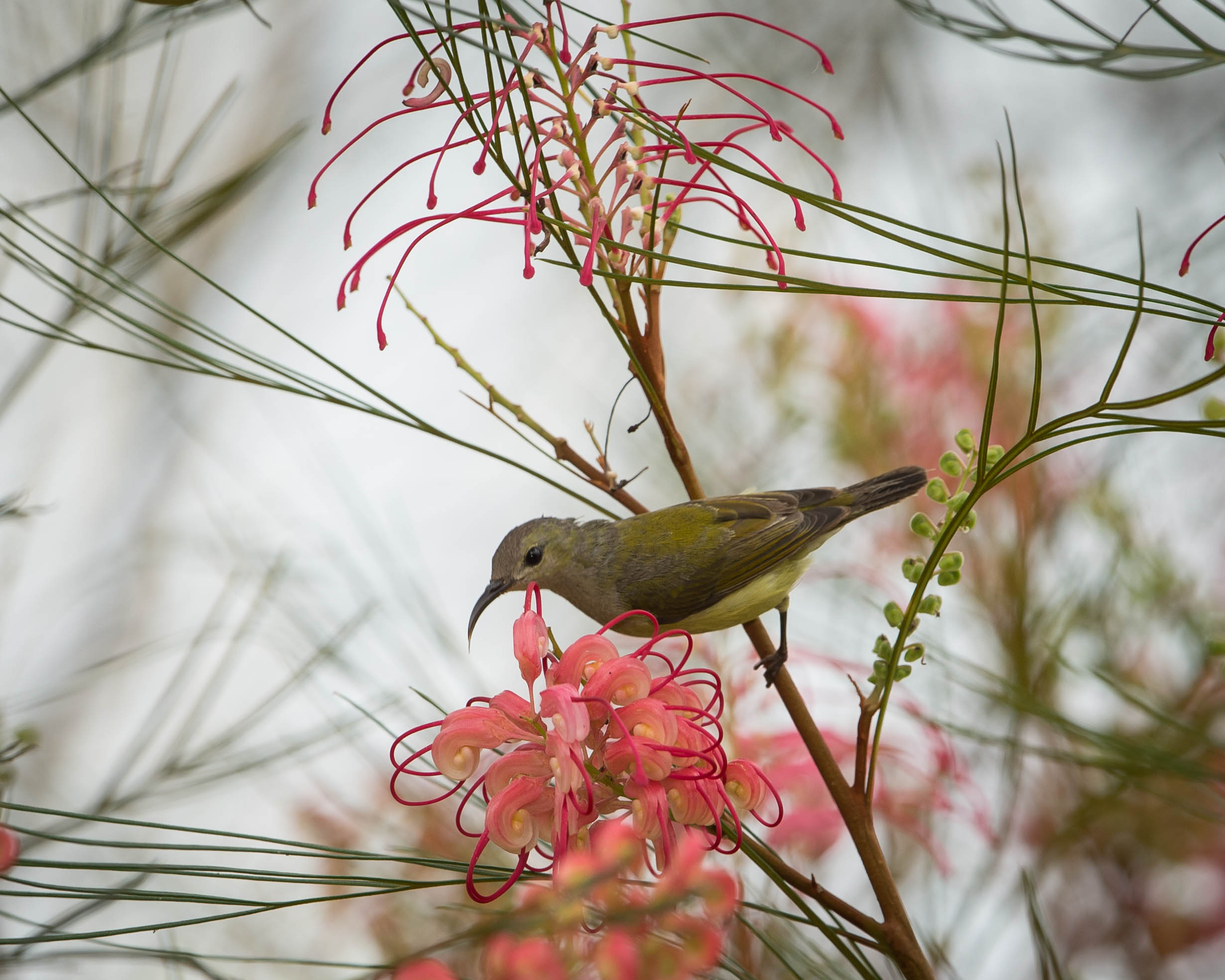
Femelle, Parc national de Doi Inthanon, Thaïlande

## Répartition
Il est répandu du Népal à la péninsule indochinoise

## Alimentation
C'est un petit passereau nectarivore et insectivore.

## Sous-espèces
D'après Alan P. Peterson, il existe quatre sous-espèces :
- Aethopyga gouldiae annamensis  Robinson & Kloss 1919
- Aethopyga gouldiae dabryii  (Verreaux,J) 1867
- Aethopyga gouldiae gouldiae  (Vigors) 1831
- Aethopyga gouldiae isolata  Baker,ECS 1925